# ソロモン・シェレシェフスキー
ソロモン・ヴェニアミノヴィチ・シェレシェフスキー (Соломон Вениаминович Шерешевский、Solomon Veniaminovich Shereshevskii、1892年 – 1958年5月1日) は、完璧な記憶力の持ち主として「記憶術師シィー」の名で有名になったトルジョーク出身のユダヤ人。

## 人物
- 記憶の天才として知られる。
- ノートやメモなどを取らずに一語一句正確に記憶することができ、またいつでもそれを思い出すことができた。
- シェレシェフスキー自身が、音に味覚や色や線・飛沫のような単純な形を感じたり、文字・数字に色や明暗・質感・形などを感じたりすると語っている。
- よって、その特異な能力は、五感すべてが連結された極度の共感覚の持ち主だった故、すべての事象を視覚像化するなどして印象を強めていた（像的・共感覚的思考）ことに起因するとされている。
- シェレシェフスキーの使った記憶法は、まず、自分の生まれ育った村、もしくは自分の住んでいる家の周囲などの状況をイメージし、そのイメージした街のいたるところに、短い単語が作り出す共感覚的イメージを視覚的に貼り付けることによって記憶を定着させるものである。想起の段階ではその道をもう一度歩き、視覚的イメージを読み取ることによって記憶を思い出していた。これは記憶術でいうところのローマン・ルーム法（場所法）に酷似しているが、彼はこの方法を独力で開発し、体得していた。

## 生涯
1920年、新聞記者だったシェレシェフスキーは、編集長の勧めで、ソビエト連邦モスクワの心理学者アレクサンドル・ロマノヴィッチ・ルリヤの元を訪ねた。このとき、まだシェレシェフスキーは自身の特異な能力を自覚してはいなかった。
ルリヤは彼に数字や単語の系列を覚える記憶力テストを行ったが、彼はどれだけ系列を増やしても完璧に覚えてしまった。驚いたルリヤはその後およそ30年間の間、シェレシェフスキーの記憶力の異常発達、それが認識過程や人格形成にもたらした作用について、心理学的なアプローチで観察・分析することになり、シェレシェフスキーの完璧な記憶能力は世の知るところとなる。
ルリヤはシェレシェフスキーのことを「この世の誰よりも想像力が著しく発達した人間」と述べた。彼は苦痛の感覚を想像力で作り出した「私」に押し付けることによって苦痛を感じなくなることができたし、想像力によって、心拍数や体温も自在にコントロールできた。
シェレシェフスキーはしばらくは記憶術師として働き、舞台にも出て世間で話題を呼んだが、続けることができなくなり、職を転々とするようになる。人生の後半は忘れられないこと・膨大な記憶量によって心が混乱することや、共感覚者特有の日常的な弊害に悩み、「忘れること」と普通の人間に戻ることを望んでいた。
2008年2月、病床で記した彼の直筆の日記が発見された。